# جورج ريتر فون هينجل
جورج ريتر فون هينجل (21 أكتوبر 1897 - 19 مارس 1952) جنرالًا في الفيرماخت ألمانيا النازية خلال الحرب العالمية الثانية الذي قاد الفيلق الجبلي التاسع عشر. وقد حصل على وسام الفارس الصليبي الحديدي.
خلال الحرب العالمية الأولى، خدم في القوات الجوية الألمانية القيصرية وأسقط ما مجموعه 7 طائرات بين يوليو وأكتوبر 1918. من عام 1921 إلى عام 1934، خدم أيضًا في الشرطة الألمانية، ووصل إلى رتبة هاوبتمان. تم القبض على جورج ريتر فون هينجل من قبل قوات الحلفاء في مايو 1945 وأفرج عنه في عام 1947.

## خدمة الحرب العالمية الأولى
خدم هينجل في البداية في كتيبة المشاة الاحتياطية 21 بالقرب من إبرس في عام 1914. في العام التالي، تم نقله إلى الجبهة الشرقية للعمل في روسيا. في أكتوبر 1915، تم نقله جنوبًا إلى القطاع الصربي. عاد إلى فرنسا عام 1916، للعمل بالقرب من فردان؛ في 23 مارس تمت ترقيته إلى رتبة ضابط بصفته لوتانانت . ثم عاد إلى مهامه في روسيا. بعد طلب الانتقال إلى مهمة الطيران، 
خرج جورج هينجل من الحرب العالمية الأولى بعد أن حصل على كل من فئتي الصليب الحديدي وهاوس أوردر أوف هوهنزولرن. موطنه الأصلي بافاريا منحه أيضا وسام ماكس العسكري عليه؛  أحد استحقاقات هذه الزخرفة جائزة نبله مدى الحياة، تدل عليها إضافة عبارة «ريتر فون» إلى اسم المرء. وهكذا أصبح جورج هينجل جورج ريتر فون هينجل. 

## الجوائز والأوسمة
- وسام الفارس الصليبي الحديدي في 25 أغسطس 1941 كأوبرسلوبمينت وقائد فوج 137 الجبلي. [3]

### اقتباسات
1. 1 2  Franks et al 1993, p. 127.
2. ↑  The Aerodrome website page on the Max Joseph http://www.theaerodrome.com/aces/germany/hengl.php Retrieved 16 February 2013. نسخة محفوظة 18 يناير 2020 على موقع واي باك مشين.
3. ↑  Fellgiebel 2000, p. 183.

### قائمة المراجع
- Fellgiebel, Walther-Peer (2000) [1986]. Die Träger des Ritterkreuzes des Eisernen Kreuzes 1939–1945 — Die Inhaber der höchsten Auszeichnung des Zweiten Weltkrieges aller Wehrmachtteile [The Bearers of the Knight's Cross of the Iron Cross 1939–1945 — The Owners of the Highest Award of the Second World War of all Wehrmacht Branches] (بالألمانية). Friedberg, Germany: Podzun-Pallas. ISBN:978-3-7909-0284-6.
- نورمان فرانكس؛ Bailey, Frank W.; Guest, Russell (1993). Above the Lines: The Aces and Fighter Units of the German Air Service, Naval Air Service and Flanders Marine Corps, 1914–1918. Oxford: Grub Street. (ردمك 0-948817-73-9), (ردمك 978-0-948817-73-1).
- Scherzer, Veit (2007). Die Ritterkreuzträger 1939–1945 Die Inhaber des Ritterkreuzes des Eisernen Kreuzes 1939 von Heer, Luftwaffe, Kriegsmarine, Waffen-SS, Volkssturm sowie mit Deutschland verbündeter Streitkräfte nach den Unterlagen des Bundesarchives [The Knight's Cross Bearers 1939–1945 The Holders of the Knight's Cross of the Iron Cross 1939 by Army, Air Force, Navy, Waffen-SS, Volkssturm and Allied Forces with Germany According to the Documents of the Federal Archives] (بالألمانية). Jena, Germany: Scherzers Militaer-Verlag. ISBN:978-3-938845-17-2.

| مناصب عسكرية    | مناصب عسكرية                | مناصب عسكرية    |
| --------------- | --------------------------- | --------------- |
| سبقه {{{سبقه}}} | {{{العنوان}}} {{{الأعوام}}} | تبعه {{{تبعه}}} |
| سبقه {{{سبقه}}} | {{{العنوان}}} {{{الأعوام}}} | تبعه {{{تبعه}}} |